# SESI Cidadania
O SESI Cidadania é um programa social promovido pela Firjan SESI que leva ações e projetos nos segmentos de educação, cultura, saúde, esporte e lazer a 51 territórios em situação de vulnerabilidade social nos municípios do Rio de Janeiro, Duque de Caxias e Niterói.

## Conceito
Criado em agosto de 2010, o programa já realizou cerca de 2,4 milhões de atendimentos.
Além de atender a população, o programa trabalha com pessoas das próprias comunidades, que atuam como "agentes SESI Cidadania", responsáveis por pesquisar e identificar as principais necessidades locais; divulgar, explicar e inscrever os moradores em atividades e cursos  oferecidos pelo programa, estimulando a participação ativa do território
Os principais objetivos do Programa são:
- Ampliar as oportunidades de qualificação profissional, através dos cursos da Firjan SENAI;
- Promover atividades sócio esportivas como ferramenta para o desenvolvimento humano;
- Contribuir para erradicação do trabalho infantil, garantindo atividades e projetos educacionais que estimulem um ambiente de cidadania.

## Componentes do programa
Para cumprir seu objetivo, o programa contempla algumas atividades específicas:[i]
• Atleta do Futuro:[ii] atividades esportivas para crianças e adolescentes com o objetivo de incentivar a formação de futuros atletas[iii], a especialização e o exercício da cidadania.[iv]
• Cozinha Brasil: aulas sobre como aproveitar alimentos integralmente e a usá-los de forma saudável, melhorando os hábitos alimentares de milhares de brasileiros.
• Cultura: oficinas voltadas para o hip hop, formação de plateia através da disponibilização de programação gratuita, cursos e atividades relativos à área de empreendedorismo cultural, entre outros.[v]
• Educação básica: divulgação do Pré Enem, com atendimento em comunidades e em unidades da Firjan SESI.
• Educação profissional: são cursos gratuitos, oferecidos em unidades fixas ou móveis da Firjan SENAI. Inclui orientação profissional, aulas teóricas e práticas com foco no mercado de trabalho.
• Indústria do Conhecimento: Espaço multimeio, de uso gratuito para a comunidade, com espaço de leitura, jornais, revistas, DVDs, vídeos, acesso a internet, além de oficinas, palestras e atrações culturais. Em 2017, foi lançada no Borel o Espaço Maker, baseado na cultura maker, ou seja, do “Faça Você Mesmo”. É o primeiro do tipo no Rio de Janeiro em uma comunidade. Atualmente estão em funcionamento as seguintes indústrias do conhecimento: Cidade de Deus; Borel; Formiga; Mangueira; Santa Marta; Morro Azul; Providência; Prazeres.
• Programa SESI Terceira Idade: visa incentivar um estilo de vida ativo e saudável por meio de atividades gratuitas para pessoas com mais de 50 anos.
• Programa SESI em Ação: ações pontuais para atendimento gratuito a moradores de uma determinada comunidade. São realizadas atividades como recreação, documentação, inscrições em cursos, oficinas, escovação preventiva, entre outros.
• SESI Empreender: projeto com foco em identificar potenciais empreendedores em comunidades com vulnerabilidade social e oferecer cursos gratuitos para estimular o empreendedorismo como ferramenta de geração de trabalho e renda.
• SESI Faça Acontecer: seleção de pequenos e microempreendedores de comunidades para participar de turmas com foco em desenvolver e ampliar a capacidade de planejamento estratégico, por meio de aulas que abordam temas empresariais.

Comunidades:
- Rio de Janeiro: Adeus Baiana, Água Branca, Andaraí, Arara Mandela, Babilônia/Chapéu Mangueira, Barreira do Vasco/Tuiuti, Borel, Caju, Cantagalo/Pavão-Pavãozinho, Cerro Corá, Chatuba, Cidade de Deus, Alemão, Coroa/Fallet/Fogueteiro, Escondidinho/Prazeres, Fazendinha, Fé/Sereno, Formiga, Jacarezinho, Jardim Batan, Macacos, Mangueira, Manguinhos, Morro Azul, Nova Brasília, Parque Proletário, Providência, Rocinha, Salgueiro, Santa Marta, Santa Cruz, São Carlos, São João, Tabajara/Cabrito, Turano, Vidigal, Vila Cruzeiro, Vila Kennedy.
- Duque de Caxias: Mangueirinha
- Niterói: Morro do Céu, São José, Santo Inácio, Preventório, Cavalão, Souza Soares, Vital Brasil, Morro do Arroz, Morro do Estado, Vila Ipiranga, Holofote.

Histórico
O SESI Cidadania é um programa social, realizado inicialmente nas comunidades com Unidade de Polícia Pacificadora (UPP)[vi] do Rio de Janeiro.[vii] O programa da Firjan, instituição que representa a indústria do estado do Rio, chegou a atuar em 54 comunidades da capital, de Niterói e também de Mesquita, município da Baixada Fluminense. O SESI Cidadania, entretanto, se mantém ativo em 51 comunidades.